# 北波赫扬马区
北波赫扬马区（芬蘭語：Pohjois-Pohjanmaa）是芬兰的十九个行政区之一。该区面积为39,193平方公里，2021年6月人口414,536人。区府奧盧。

## 市镇
2016年初时北波赫扬马区下分为三十個市镇，其中11个市镇使用“城市”称号（粗体字）：
- 阿拉維耶斯卡
- 哈帕耶爾維
- 哈帕韋西
- 海盧奧托
- 伊鎮
- 卡拉約基
- 肯佩萊
- 庫薩莫
- 凱爾賽邁基
- 利明卡
- 盧米約基
- 梅里耶爾維
- 穆霍斯
- 尼瓦拉
- 奧拉伊寧
- 奥卢
- 普達斯耶爾維
- 皮海約基
- 皮海耶爾維
- 皮漢泰
- 拉赫
- 雷斯耶爾維
- 謝維
- 錫卡約基
- 锡卡拉特瓦
- 泰瓦爾科斯基
- 蒂爾內韋
- 烏塔耶爾維
- 瓦拉
- 上維耶斯卡